# Art Collins
Arthur Collins, detto Art (Sandersville, 14 aprile 1954), è un ex cestista statunitense, professionista nei Paesi Bassi e nella NBA.

## Carriera
Venne selezionato dai Boston Celtics al sesto giro del Draft NBA 1976 (103ª scelta assoluta).

## Palmarès
- Campionato olandese: 1

Leida: 1977-78